# مستشفى جامعة سول الوطنية
مستشفى جامعة سول الوطنية (هانغل: 서울대학교병원) هي واحدة من أقدم المستشفيات وأكبرها في دولة كوريا الجنوبية. [بحاجة لمصدر] وهي مستشفى عام وتعليمي لكلية الطب بجامعة سول الحكومية. مقرها الرئيسي في يونغون دونغ، جونغنو غو في سول.

## الفروع
| اسم الفرع          | الموقع                | النوع                   | قسم الطوارئ |
| ------------------ | --------------------- | ----------------------- | ----------- |
| المستشفي الرئيسي   | جونغ رو، سول          | عام، تدريس              | نعم         |
| مستشفى الأطفال     | جونغ رو، سول          | طب الأطفال، والتدريس    | نعم         |
| مستشفى السرطان     | جونغ رو، سول          | تخصص السرطان            | لا          |
| مستشفي فرع بوندانج | سيونجنام، جيونج جي دو | عام، تدريس              | نعم         |
| مستشفي فرع بورامي  | دونج جاك، سول         | عام، تدريس              | نعم         |
| مركز جانجنام       | جانجنام، سول          | الرعاية الصحية المتخصصة | لا          |

باستثناء مركز جانجنام لنظام الرعاية الصحية، يوجد في جميع الفروع قسم للطوارئ.
تعود ملكية المستشفي وتشغيلها إلى شركة SNUH الخاصة، وهي مستقلة عن جامعة سول الوطنية. تشرف وزارة التعليم والموارد البشرية التابعة لحكومة كوريا الجنوبية جزئيًا على إدارة المستشفى.

## تاريخ
بدأ مستشفى جامعة سول الوطنية كمستشفى نيبو (내부 병원) وتحول إلى مستشفى جوانج جيون (광제원) في عام 1900 ومستشفى دايهان (대한 의원) في عام 1907.

### 1910-1945
بسبب ضم اليابان لكوريا في عام 1910 وما تلاه من الحكم الاستعماري الياباني، فُقدت السيادة الطبية أيضًا. كما أعيد تنظيم كلية الطب التابعة للمركز الطبي الكوري كمدرسة طبية تابعة للحكومة اليابانية العامة لكوريا. تم تحويل جميع المجالات التي تشكل المستشفيات والتعليم الطبي، مثل التشغيل والتنظيم والقوى العاملة، إلى نظام متمركز حول اليابان. باستثناء عدد قليل من الكوريين، تم استبدال جميع موظفي المستشفيات والمدارس الرئيسية، مثل رؤساء المستشفيات والأطباء والأساتذة والصيادلة والمساعدين والكتبة والمترجمين باليابانيين.
بعد إصدار قانون المدرسة الفنية في عام 1916، تمت ترقية الأكاديمية الطبية التابعة لنائب حاكم مملكة جوسون إلى كلية الطب في كيونغسونغ. شغل رئيس نائب حاكم مملكة جوسون منصب المدير، بينما عمل الأطباء والمشرعون في نفس الوقت كأساتذة. بعد إنشاء كلية الطب في جامعة كيونغ سونغ الإمبراطورية في عام 1926، أعيد تنظيم حكومة تشوسون العامة في كوريا كعيادة تابعة لكلية الطب في جامعة جيونغسونغ الإمبراطورية في عام 1928. على الرغم من أن معظم العمل كان لا يزال يتم تحت القيادة اليابانية، إلا أن عدد الأطباء والأطباء الكوريين زاد إلى حد ما مقارنة بما كان عليه من قبل، وعلى الرغم من البيئة القاسية والظروف القاسية، إلا أن طلاب الطب والأطباء الكوريين في كلية الطب بجامعة كيونغ سونغ إمبريال في كيونغ سونغ استطاعت كلية الطب والعيادتان التابعتان لها توفير أخصائيين أكفاء كقوى بشرية.

### 1945-1978
في عام 1946، العام الذي أعقب التحرير، تأسست جامعة سول الحكومية. في هذا الوقت، تم دمج كلية الطب بجامعة كيونغ سونغ الإمبراطورية وكلية الطب في كيونغ سونغ لتشكيل كلية الطب بجامعة سول الوطنية.
خلال الحرب الكورية، قامت جامعة سول الطبية والمستشفيات التابعة لها بتشغيل «جامعة تحالف زمن الحرب» في بوسان لمواصلة التعليم الطبي، وقامت بتشغيل مستشفيات الإغاثة في جيجو وبوسان لعلاج السكان المحليين واللاجئين. من عام 1954 إلى عام 1961، تم ترميم المرفق من خلال «مشروع مينيسوتا» وتم تقديم أحدث طرق التعليم الطبي والطب من خلال تدريب أعضاء هيئة التدريس في الولايات المتحدة. أُنشِئ نظام الإقامة. في عام 1963، نجح إجراء جراحة القلب المفتوح باستخدام جهاز القلب والرئة الصناعي لأول مرة في كوريا، وفي السبعينيات، عُزِل مستضد فيروس التهاب الكبد ب لأول مرة في العالم، وطُوِّر لقاح ووُضِع في الاستخدام العملي.

### 1978 - الآن
في عام 1978، تم تغيير المستشفى التابع لجامعة سول الطبية إلى مستشفى جامعة سول الوطنية، وهي مؤسسة خاصة، وتم الانتهاء من المستشفى الجديد في نفس الوقت. كان المستشفى الجديد أكبر مستشفى في آسيا في ذلك الوقت، مع مرفق علاج للمرضى الداخليين بسعة 1056 سريراً وسعة 2000 مريض خارجي في الطابق السفلي الأول و 13 مريضاً فوق سطح الأرض. افتُتِح مستشفى الأطفال في عام 1985. في عام 2003، افتُتِح مستشفى جامعة بوندانغ سول الوطنية لنظام الرعاية الصحية في مركز غانغنام، والمتخصص في الفحص الصحي، في 2011 افتتح مستشفى السرطان. بالإضافة إلى ذلك، بدأ بناء العيادات الخارجية عالي التقنية، عيادة دايهان للمرضى، في عام 2015 واكتمل في عام 2018. من إنجازات المستشفي تحقيق أول ولادة طفل في المختبر وزرع كبد في كوريا، وأول تطور للقلب الاصطناعي في العالم، وزرع جزئي للكبد وزرع كبد، وجراحات الغدة الدرقية التي وصل عددها إلي أكثر من 10000. فيما يتعلق بالبحث الطبي، أُنتِج 1000 ورقة بحثية عن اصابات النخاع الشوكي لأول مرة في عام 2005، ونُشِر 1620 ورقة بحثية في عام 2010، مما أدى إلى بحث طبي متقدم. منذ عام 2006، تم تشكيل مركز الصحة العامة والطب لتقديم الخدمات الطبية للمحتاجين طبياً في الداخل والخارج.